# Dennis Trident 2

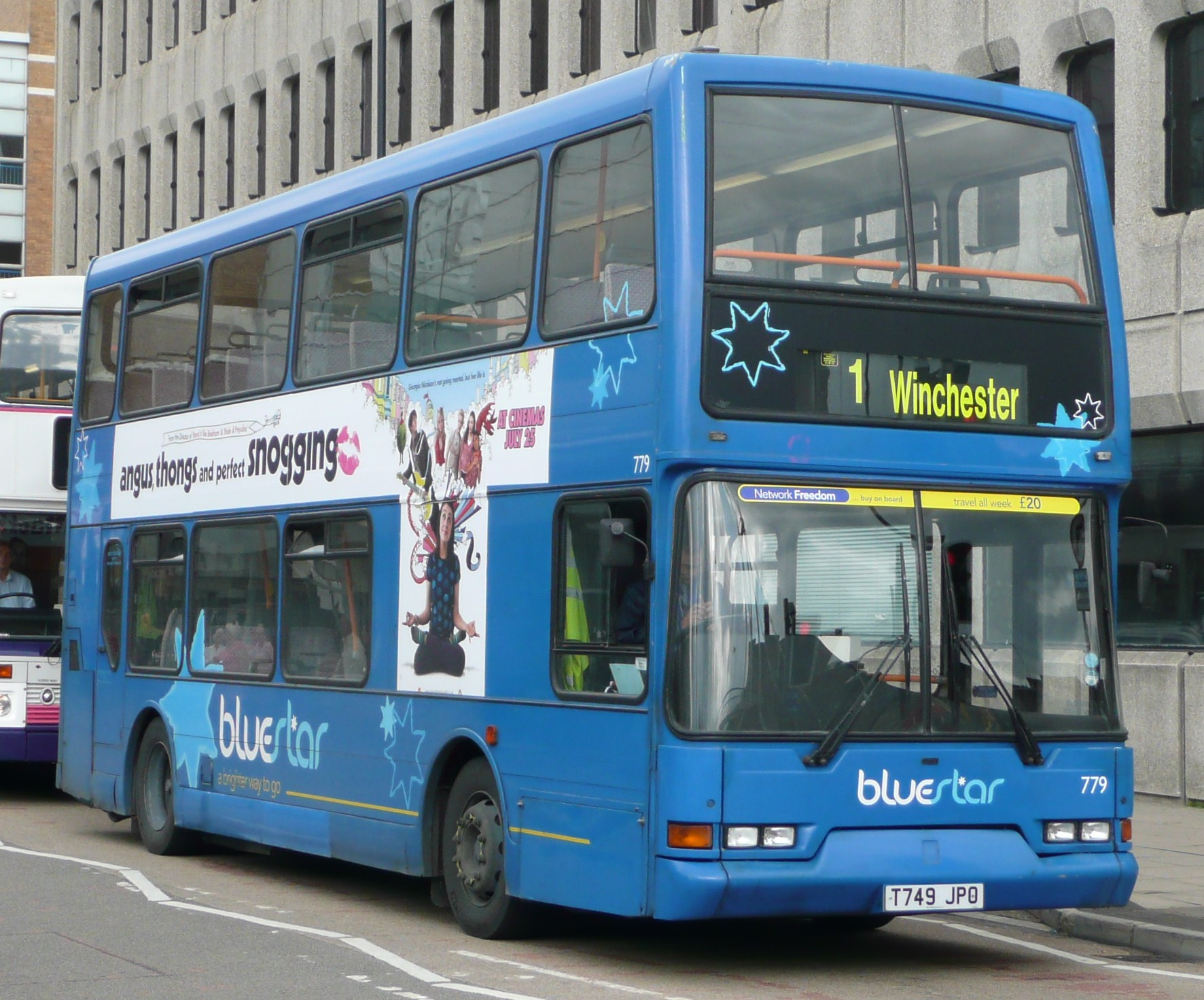
Dennis Trident 2 mit Lolyne-Aufbau von East Lancs

Der Dennis Trident 2 war ein Fahrgestell für Doppeldeckerbusse des britischen Nutzfahrzeugherstellers Dennis Specialist Vehicles. Der Typ wurde von 1997 bis 2006 gebaut. Nach dem Zusammenschluss von Dennis Specialist Vehicles und Walter Alexander Coachbuilders 2001 wurde der Bus als TransBus Trident 2, nach der Umbenennung der Firma ab 2004 unter dem Namen Alexander Dennis vertrieben. Das dreiachsige Pendant wurde als Trident 3 vertrieben.

## Hintergrund
Der zwischen 1991 und 1996 gebaute Dennis Arrow konnte sich auf dem Markt nicht durchsetzen, Dennis benötigte aber zur Ablösung des bereits 1977 entwickelten Dennis Dominator und dessen dreiachsiger Exportversion Dennis Dragon ein moderneres Modell. Der mittlerweile von den Fahrgäste erwartete Komfort und die Anforderungen an die Barrierefreiheit erforderten einen Bus in Niederflurausführung. Der Arrow konnte auch erfolgreich auf dem Markt positioniert werden. Bis 2006 wurden ungefähr 4000 Busse abgesetzt. Nach Erscheinen des OmniDekka-Aufbaus für Scania-Fahrgestelle sanken die Produktionszahlen jedoch deutlich ab. Eine Weiterentwicklung des Chassis wird als Alexander Dennis Enviro400 gegenwärtig noch produziert. Die Produktion des eigentlichen Trident 2 wurde 2006 eingestellt, jedoch wird der Nachfolger auf dem Typenschild immer noch als Trident 2 bezeichnet.

## Konstruktion
Der Motor des Trident 2 ist im Heck auf der rechten Fahrzeugseite quer zur Fahrtrichtung angeordnet, ihm gegenüber liegt auf der anderen Seite der Kühler. Als Motoren kamen Typen der C-Serie von Cummins, später der ISCe Euro III vom gleichen Hersteller zur Anwendung. Dabei handelt es sich um aufgeladene Sechszylinder-Dieselmotoren mit 8,3 l Hubraum und Leistungen zwischen 220 und 260 bhp. Zusammen mit den Motoren wurden Automatikgetriebe, entweder das Voith DIWA oder das ZF Ecomat, verbaut. Lieferbare Aufbauten waren Alexander ALX400, Plaxton President und East Lancs Lolyne/Myllennium Lolyne mit ein oder zwei Türen. Der Bus wurde in den Längen 9,9 m, 10,5 m, 10,6 m und 11,4 m gebaut.

## Nutzung
Große Abnehmer waren Stagecoach, First Group, Travel West Midlands and Lothian Buses.
Der Erfolg des Trident 2 auf den Exportmärkten war begrenzt. Für den touristischen Ausflugsverkehr konnten einige Busse nach Barcelona und Madrid verkauft werden. Nach Irland wurden ebenfalls einige Busse exportiert.
Bei dem Terroranschlag am 7. Juli 2005 in London wurde ein Trident 2 von Stagecoach zerstört. Dabei fanden 13 Menschen den Tod.